# Smiling Buddha

La regione in cui si è svolto il test

Smiling Buddha (Buddha Sorridente) è il nome in codice del primo test nucleare effettuato dall'India. Conosciuto ufficialmente come Pokhran-I, ebbe luogo nell'omonima località il 18 maggio 1974 e fu il primo test effettuato da uno stato estraneo ai membri permanenti del Consiglio di Sicurezza delle Nazioni Unite (USA, Francia, Cina, Regno Unito e Unione Sovietica).
Il 7 settembre 1972 Indira Gandhi, presidente dell'India, diede ordine agli scienziati del Bhabba Atomic Research Centre (BARC) situato a Mumbai di preparare il materiale nucleare per il test, denominato Smiling Buddha e classificato all'inizio come esperimento nucleare pacifico (PNE), anche se considerato dalla comunità internazionale come test militare.
La bomba aveva una potenza di 12 chilotoni e misurava 1,25 metri per un peso di 1.400 chilogrammi. Fu fatta detonare a 107 metri di profondità.